# 添野和幸
添野和幸（そえの　かずゆき、1968年 - ）日本の写真家。

## 経歴
1968年神奈川県生まれ。1991年、東京造形大学造形学部卒業。1992年、同研修生修了。
自らの体験から「光、時間、生、死」をテーマに作品を発表している。また、フォトグラムという技法を用いて、水や氷など身近にあるもの、ビール、ウィスキーなどの嗜好品、昆虫の翅などに新たな命を吹き込み、視覚化している。
Gallery工房親、フォト・ギャラリー・インターナショナル、コニカプラザなどで個展を開催。グループ展も多数。2002年、コニカフォトプレミオ24人の新しい写真家登場入賞、2005年、資生堂第12回ADSP入選。
個展
2001年　  Gallery 工房親
2002年　  コニカプラザ
2003年 　「innerscape」Gallery 工房親
2006年 　「反射・拡散・透過」Gallery 工房親
2008年　「獣虫酒水図譜」PGI Exhibitions
2010年　「日本の新進作家展　vol.10『写真の飛躍』」東京都写真美術館
グループ展
1998 年 「早春賦」Gallery Egg
1999 年 「FOUR」Gallery Egg
1999 年 「CORRESPONDENCE/LANDSCAPE 写真・風景言語として」Gallery 工房親
2000年 「CORRESPONDENCE/LANDSCAPE象徴の痕跡」Gallery 工房親
2001年 「PITON & 7 ARTISTS」Gallery 工房親
2002年 「CORRESPONDENCE/LANDSCAPE光・記憶・記録」Gallery 工房親
2004年 「CORRESPONDENCE/LANDSCAPE STILL TIME/静時画」Gallery 工房親
　　　　「ANIMANIA」Gallery 工房親
2006年 「写真の蓋然性」桑澤デザイン研究所
2008年 「相模原野外アート展 Water Link 2008」神奈川県立相模原湖交流アートセンターとその周辺
2009年 「2009 年度第五回造形現代芸術家展」東京造形大学附属横山記念マンズー美術館
2010年 「CORRESPONDENCE / LANDSCAPE 2010 15 人の視覚提言」Gallery 工房親
2011年 「日本の新進作家 VOL.10 写真の飛躍」東京都写真美術館
2012年 「P.G.I. Summer Show 2012」 P.G.I.
2014年 「30voices,30variations」Gallery 工房親
　　　　「P.G.I. October Show 2014」P.G.I.
2015年 「無走する自転車」Gallery 工房親
2016年 「ものをみる」PGI

漫画家アキヨシカズタカ『げんつき 相模大野女子高原付部』に添野和幸として登場します。